# Ulladulla
Ulladulla (10 298 habitants) est une ville située à 179 km au sud de Sydney en Nouvelle-Galles du Sud en Australie sur la Princes Highway. Elle est à mi-distance entre les villes de Batemans Bay au sud et de Nowra au nord.
Son nom est d'origine aborigène et signifie port sur.
C'est un lieu de vacances apprécié des habitants de Sydney et de Canberra.

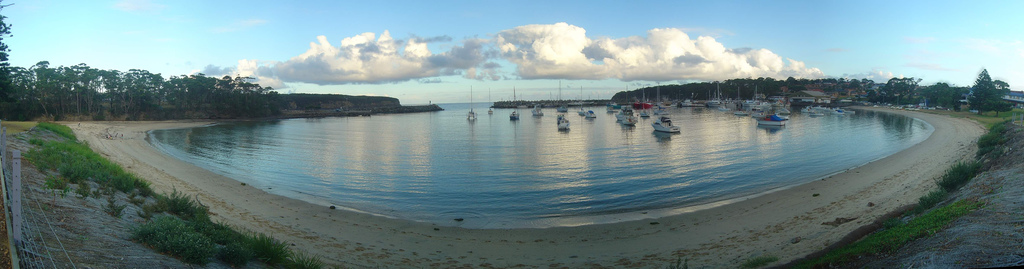
Vue panoramique du port.